# Jovens hegelianos

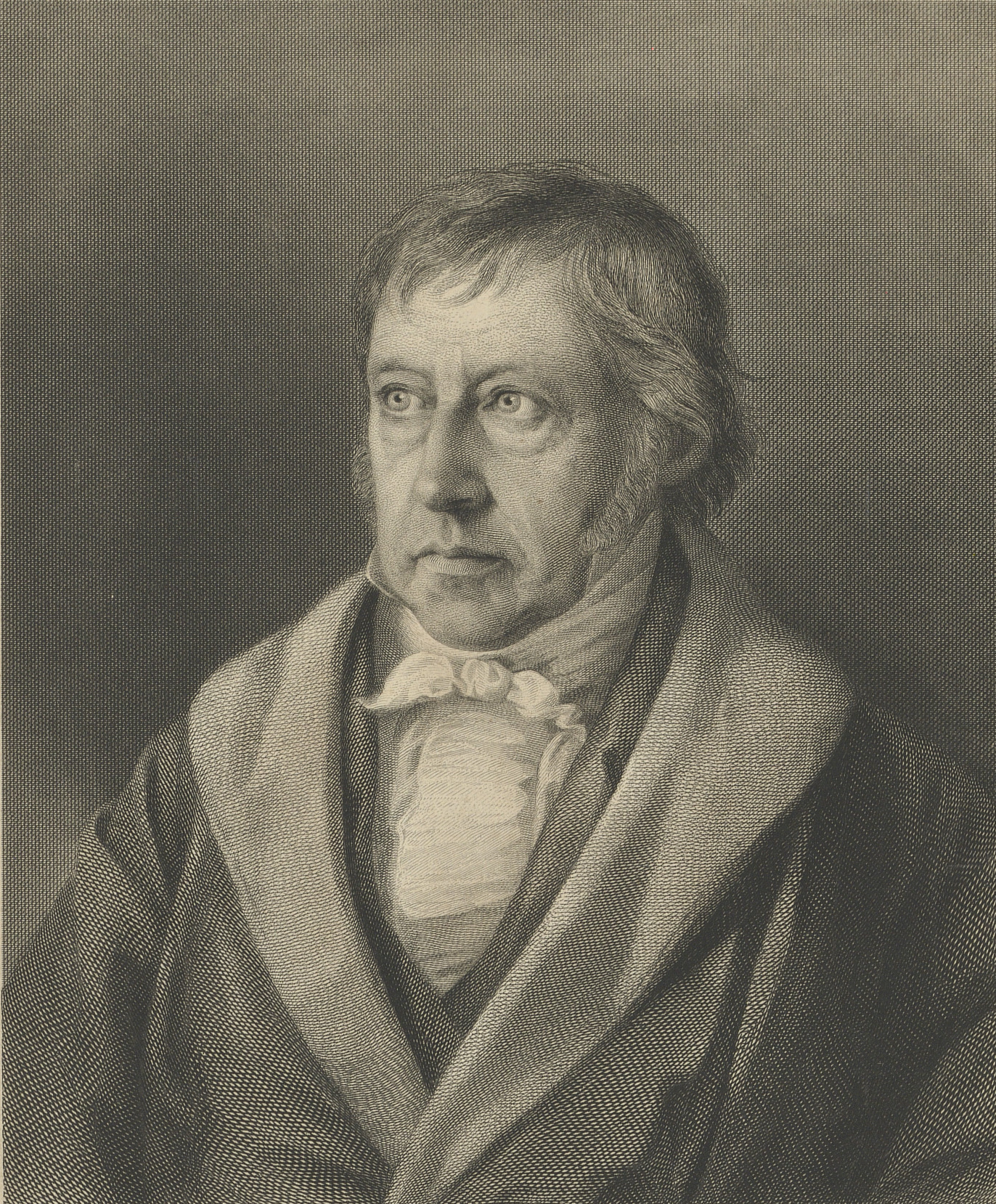
A filosofia política de Hegel poderia ser lida em direções de esquerda ou de direita.

Os jovens hegelianos, depois conhecidos como os hegelianos de esquerda, foram um grupo de estudantes e jovens professores na Universidade Humboldt de Berlim após a morte de Georg Hegel ocorrida em 1831. Os jovens hegelianos foram opositores ao popular grupo hegelianos de direita os quais detinham as cátedras do departamento e outras posições de prestígio na universidade e no governo.
Os hegelianos de direita acreditavam que as séries de evoluções dialéticas históricas tinham sido completadas, e que a sociedade da Prússia, como ela existia, era a culminação de todo o desenvolvimento social para a época, com um extenso sistema de serviços civis, boas universidades, industrialização, e alta empregabilidade. Os jovens hegelianos acreditavam que ainda haveria mudanças dialéticas mais extensas para acontecer, e que a sociedade da Prússia da época estava longe da perfeição e ainda continha focos de pobreza, governo censura tinha lugar, e os não luteranos sofriam com a discriminação religiosa.
Os jovens hegelianos interpretavam o aparato estatal inteiro como, em última análise, um clamor por legitimidade baseada em doutrinas religiosas; especificamente o Luteranismo na Prússia contemporânea, mas eles generalizaram a teoria para ser aplicável a qualquer Estado suportado por qualquer religião. Todas as leis foram finalmente baseadas nas doutrinas bíblicas.
Como tal, o plano deles para sabotar o que eles concebiam como o aparato do estado corrupto e despótico, era atacar a base filosófica da religião. No processo, eles se tornaram os primeiros estudantes bíblicos objetivos e não religiosos desde Espinoza em seu Tratado Teológico-Político.
David Strauss escreveu Das Leben Jesu (A vida de Jesus), onde ele argumentou que os ensinamentos originais de Jesus tinham sido ligeiramente deturpados e modificados através dos séculos por propósitos políticos. Strauss argumentou que a mensagem original de Jesus era destinada aos pobres e oprimidos da sociedade, e não para o estabelecimento (establishment). Esses ensinamentos tinham sido usurpados pelo estabelecimento (establishment) para manipular e oprimir as populações do mundo prometendo a elas uma recompensa no pós-vida se elas se mantivessem em seus lugares (obedientes) e não se levantassem ou rebelassem contra o rico. Isso se coloca em oposição direta aos ensinamentos de Jesus, que estava liderando um movimento de massa dos pobres, e dessa maneira Strauss percebeu que a religião estado era inválida.
Bruno Bauer foi mais longe, e alegou que a história inteira de Jesus seria um mito. Ele não encontrou nenhum registro de alguém chamado "Yeshua de Nazaré" em quaisquer registros da então ainda existente Roma (pesquisas posteriores, na verdade, encontraram tais citações, como no historiador judeu Flávio Josefo e o historiador romano Públio Cornélio Tácito, 60 e 80 anos respectivamente após a morte de Jesus). Bauer argumentou que quase todas as figuras históricas mais eminentes na Antiguidade teriam sido citadas em outras fontes (e.g., Aristófanes imitando Sócrates em seus papéis), mas como ele (Bauer) não pôde encontrar qualquer fonte da época que tenha feito referências a Jesus, passou a supor que toda a história de Jesus foi fabricada.
Ludwig Feuerbach escreveu um perfil psicológico de um crente chamado Das Wesen Christentums (A essência da Cristandade). Ele argumentou que ao crente é apresentada uma doutrina que estimula a projeção de fantasias para o mundo. Crentes são encorajados a acreditar em milagres, e a idealizar todas as fraquezas deles imaginando um Deus onipotente, onisciente, imortal que representa a antítese de todas as falhas e deficiências humanas.
Outro jovem hegeliano, Karl Marx, era em princípio simpatizante dessa estratégia de ataque à Cristandade para sabotar o estabelecimento da Prússia, mas mais tarde formou ideias divergentes e rompeu com os jovens hegelianos. Marx concluiu que religião não é a base do poder de estabelecimento, mas em vez disso é a posse do capital - terras, dinheiro, e os meios de produção - que está situado no coração do poder de estabelecimento. Marx percebeu que a religião era apenas uma cortina de fumaça para obscurecer essa verdadeira base de poder de estabelecimento, e certamente, era um amparo vital para o oprimido proletariado -- "o ópio do povo," o único conforto deles numa vida na qual ele não estaria disposto a abandonar.
Max Stirner ocasionalmente interagia com os jovens hegelianos, mas manteve posições muito contrárias às desses pensadores. Consequentemente, ele satirizou e imitou todos eles em sua obra Der Einzige und Sein Eigentum (O Único e sua propriedade).
Os jovens hegelianos não eram populares na universidade devido às suas opiniões radicais sobre religião e sociedade. Bauer foi dispensado do posto de professor em 1842, ao passo que Marx e outros estudantes foram advertidos de que não deveriam se incomodar em submeter suas dissertações à Universidade de Berlim, pois elas certamente seriam mal recebidas devido às reputações que eles possuíam.